# Hornindalsvatnet
Hornindalsvatnet je jezero v kraji Vestland, na hranicích obcí Eid a Hornindal v Norsku. Je nejhlubším jezerem nejen v Norsku, ale i v Evropě. Jezero je hluboké 514 metr a leží v nadmořské výšce 53 m, tzn., že nejhlubší místo je 461 m pod úrovní hladiny moře. Bývalá národní telefonní společnost Telenor naměřila při pokládání optických kabelů během 90. let 20. století hloubku 612 m. Objem jezera je odhadován na 12 km³. Svou rozlohou 50 km² se řadí na 19. místo mezi norskými jezery.

## Vodní režim
Z jezera odtéká řeka Eidselva do Norského moře.

## Osídlení
Na břehu leží obce Eid a Hornindal.